# Nadia Petrova
Nadesjda (Nadia) Viktorovna Petrova (russisk: Надежда Викторовна Петрова, født 8. juni 1982 i Moskva, Sovjetunionen) er en professionel tennisspiller fra Rusland.